# متلألئة متعددة الأزهار
متلألئة متعددة الأزهار  (الاسم العلمي:Luzula multiflora) هي نوع من النباتات تتبع جنس المتلألئة من الفصيلة الأسلية.